# Liste der Bischöfe von Ravello
Die folgenden Personen waren Bischöfe von Ravello (Italien):
- Urso Pappici, O.S.B. (1086–1094)
- Constantinus Rogadeus (1094–1150)
- Johannes Rufulus (1157–1210)
- Pantaleon Pirontus (1212–1220)
- Leo Rogadeus (1220–1229)
- Petrus (1231–1269)
- Petrus de Duratio, O.S.B. (1275–1284)
- Tolomeo (1286–1290)
- Giovanni Allegri (1291–1330?)
- Francesco Castaldo, O.S.B. (1330?–1362)
- Sergio Grisone (1363–1379)
- Roberto Ruffo, O.S.B. (1379–1385)
- Borardo Hoxter (De Hoxaria) (1385–1397)
- Andrea Fusco (1397–1400)
- Pellegrino Rufolo (1400–1401)
- Ludovico Appenditano (1401–1407)
- Nicola De Doncellis (1409–1413)
- Astorgio Agnesi (1413–1418)
- Martino De Groniano (oder Di Gragnano) (1418–?)
- Benedetto De Paradosso (1418 bis ca. 1427)
- Giovanni (1427 oder 1429 bis ca. 1429)
- Goffredo De Porteriis (1429 oder 1432–?)
- Lorenzo Da Napoli, O.F.M.
- Lorenzo De Ricco (ca. 1435–1455)
- Nicola Campanile (1455–1456)
- Domenico Mercari (oder Mercurio), O.P. (1456–1489)
- Cosma Setario (1489–1506)
- Francesco Lavello, O. Cart. (1506–1507)
- Nicola N... (?–1509)
- Godescalco de la Patara (1509–1528)
- Sereno Astori (De Astoriis) (1528–1528)
- Bernardino Di Soria, O.F.M. Osso (1529–1536)
- Francesco Kardinal Quignone (1536–1537)
- Antonio Lunello (1537–1541)
- Giovanni Modano (oder Mohedano) (1541–1549)
- Ludovico Beccatello (1549–1555)
- Ercole Tambosi (oder Tombesio) (1555–1570)
- Paolo Fusco (1570–1578)
- Emilio Scataratica (1578–1590)
- Paolo De Curtis, O. Teat. (1591–1600)
- Antonio De Franchis (1600–1603)
  - mit dem Bistum Scala uniert:
- Francesco Bennio (1603–1617)
- Michele Bonsio, O.F.M. Osso (1617–1623)
- Onorio (Da) Verme (1624–1637)
- Celestino Puccitelli (1637–1641)
- Bernardino Pannicola (1642–1666)
- Giuseppe Saggese (1667–1694)
- Lugi Capuano (1694–1705)
- Nicola Ruocco (oder Rocco) (1706–1707)
- Giuseppe Maria Perrimezzi (1707–1714)
- Nicola Guerriero (1718–1732)
- Antonio Maria Santoro (1732–1741)
- Biagio Chiarelli (1742–1765)
- Michele Tafuri (1765–1778)
- Nicola Molinari, O.F.M. Capp. (1778–1783)
- Silvestro Miccù, O.F.M. Osso (1792–1804) (auch Erzbischof von Amalfi)

Fortsetzung in der Liste der Erzbischöfe von Amalfi